# Птаха (мультфильм)
«Птаха» — белорусский мультфильм, выпущенный в 2009 году киностудией Беларусьфильм. Мультфильм участвовал в конкурсной программе фестиваля Суздаль-2010.

## Сюжет
Однажды старый пастух нашёл на берегу реки выпавшего из гнезда птенца. Пастух подобрал его, выкормил, и вскоре птенец превратился в красивую птицу — ласточку. Эта птаха внесла в жизнь пастуха новый смысл, наполнила её теплом и любовью. Эта необычная дружба стала для него темой для размышлений о прожитой жизни, о смысле человеческого существования.

## Съёмочная группа
| Режиссёр-постановщик | Александр Ленкин                                              |
| Автор сценария       | Александр Ленкин, Сергей Катьер                               |
| Художник-постановщик | Стас Сперанский                                               |
| Оператор-постановщик | Юрий Мильтнер                                                 |
| Композитор           | Виктор Копытько                                               |
| Звукооператор        | Евгений Рогозин                                               |
| Аниматоры            | Валерий Козлов, Татьяна Яцына, Виталий Бобровский, А. Сидоров |
| Художники            | О. Рыбина, Стас Сперанский                                    |

## Награды и премии
- Суздаль-2010 14.03.2010 — Диплом сценаристу фильма Александру Ленкину в категории «Лучшая драматургия» за хорошо рассказанную простую историю.
- XIX МКФ «Золотой Витязь» 04.06.2010 — Диплом «За лучшую кинопритчу».
- VII Республиканский фестиваль белорусских фильмов 25.06.2010 — Диплом режиссёру Александру Ленкину «За нежность и грусть»